# Уайзмен, Джеймс
Джеймс Монте́йнес Уа́йзмен (англ. James Monteinez Wiseman; род. 31 марта 2001 года в Нашвилле, штат Теннесси, США) — американский профессиональный баскетболист, выступающий в Национальной баскетбольной ассоциации за команду «Индиана Пэйсерс». Играет на позиции центрового. На студенческом уровне выступал за команду Мемфисского университета «Мемфис Тайгерс». На драфте НБА 2020 года он был выбран под вторым номером командой «Голден Стэйт Уорриорз».

## Средняя школа
Уайзмен начал играть в баскетбол в школе Эйнсуорт в Нашвилле, Теннесси. В первом своём сезоне Уайзмен набирал в среднем 10 очков, 6 подборов и 2 блока за игру. Во втором сезоне Уайзмен набирал в среднем 20,1 очка, 8 подборов и 3 блока за игру.
В марте 2017 года Уайзмен участвовал в Nike Elite Youth Basketball League за команду четырёхкратного участника матчей всех звёзд НБА Пенни Хардуэя. В августе он объявил о своём переходе в среднюю школу Ист, Мемфис, Теннесси, где главным тренером становился Пенни Хардуэй. 16 ноября 2017 года Теннессийская ассоциация школьного спорта (ТАШС) запретила Уайзмену участвовать в своём третьем сезоне из-за существовавшей связи между игроком и тренером. Однако уже 13 декабря ему разрешили играть. В том сезоне Уайзмен набирал в среднем 18,5 очков, 8,2 подбора и 2,8 блоков за игру.
В своём четвёртом сезоне Уайзмен набирал в среднем 25,8 очка, 14,8 подбора и 5,5 блока за игру. По итогам сезона Уайзмен получил приз «Игрок года Gatorade» и приз имени Моргана Вуттена. Он также принял участие в играх McDonald's All-American, Jordan Brand Classic и Nike Hoop Summit. Уайзмен разделил приз самого ценного игрока матча Jordan Brand Classic с Коулом Энтони.

## Карьера в колледже
В октябре 2019 года Уайзмен поступил в Мемфисский университет. 5 ноября Уайзмен дебютировал за «Мемфис Тайгерс», набрав 28 очков, 11 подборов и 3 блока за 22 минуты, в победе над командой Южно-Каролинского университета со счётом 97—64.
8 ноября адвокаты Уайзмена объявили, что Национальная ассоциация студенческого спорта (НАСС) лишила его права выступать за «Мемфис». Мемфисский университет заявил, что главный тренер Пенни Хардуэй заплатил Уайзмену и его семье 11500 долларов, чтобы помочь им с переездом в Мемфис в 2017 году. В тот же день судья округа Шелби вынес Уайзмену временный запретительный приказ против постановления НАСС, позволив ему играть. Менее чем через два часа он набрал 17 очков и 9 подборов в победе над командой Иллинойского университета со счётом 92—46. Адвокаты Уайзмена подали иск против НАСС, чтобы восстановить его право на участие в играх, которое отозвали через 6 дней в надежде достичь соглашения. 20 ноября Национальная ассоциация студенческого спорта объявила о дисквалификации Уайзмена на 12 игр с возможностью вернуться в команду 12 января, если он пожертвует 11500 долларов в благотворительную организацию по своему выбору. 19 декабря 2019 года, пропустив 7 игр из-за дисквалификации, Уайзмен объявил, что покинет Мемфис, наймёт агента и будет готовиться к драфту НБА 2020 года самостоятельно, фактически закончив карьеру в колледже.

## Профессиональная карьера

### Голден Стэйт Уорриорз (2020—2023)
Уайзмен был выбран под 2-м номером на драфте НБА 2020 года командой «Голден Стэйт Уорриорз». 26 ноября подписал контракт новичка с «Голден Стэйт Уорриорз». 22 декабря 2020 года дебютировал в НБА, выйдя в стартовом составе, и набрал 19 очков, 6 подборов и 2 перехвата за 24 минуты в поражении от «Бруклин Нетс» со счётом 99—125. 3 января 2021 года Уайзмен набрал первый дабл-дабл с 12 очками и 11 подборами в победе над «Портленд Трейл Блейзерс» со счётом 137—122. 27 января Уайзмен набрал лучшие в карьере 25 очков, выйдя со скамейки запасных, а также собрал 6 подборов и сделал 2 блок-шота в победе над «Миннесота Тимбервулвз» со счётом 123—111.

### Детройт Пистонс (2023—2024)
9 февраля 2023 года Уайзмен был обменян в «Детройт Пистонс» в рамках сделки с участием «Портленд Трэйл Блэйзерс» и «Атланта Хокс». Он дебютировал в составе «Пистонс» 15 февраля, набрав одиннадцать очков и сделав пять подборов в матче против «Бостон Селтикс».

### Индиана Пэйсерс (2025—настоящее время)
3 июля 2024 года Уайзмен подписал 2-летний контракт с клубом «Индиана Пэйсерс». 23 октября Уайзмен порвал левое ахиллово сухожилие в стартовой игре сезона против «Детройт Пистонс».
6 февраля 2025 года Уайзмен был обменян в «Торонто Рэпторс» вместе с денежным вознаграждением на защищенный выбор во втором раунде драфта НБА 2026 года, но вскоре после этого клуб отчислил игрока.
7 июля 2025 года Уайзмен подписал однолетний контракт с «Пэйсерс».

## Статистика

### Статистика в НБА
| Сезон                                                                                    | Команда      | Регулярный сезон | Регулярный сезон | Регулярный сезон | Регулярный сезон | Регулярный сезон | Регулярный сезон | Регулярный сезон | Регулярный сезон | Регулярный сезон | Регулярный сезон | Регулярный сезон | Серия плей-офф | Серия плей-офф | Серия плей-офф | Серия плей-офф | Серия плей-офф | Серия плей-офф | Серия плей-офф | Серия плей-офф | Серия плей-офф | Серия плей-офф | Серия плей-офф |
| Сезон                                                                                    | Команда      | GP               | GS               | MPG              | FG%              | 3P%              | FT%              | RPG              | APG              | SPG              | BPG              | PPG              | GP             | GS             | MPG            | FG%            | 3P%            | FT%            | RPG            | APG            | SPG            | BPG            | PPG            |
| ---------------------------------------------------------------------------------------- | ------------ | ---------------- | ---------------- | ---------------- | ---------------- | ---------------- | ---------------- | ---------------- | ---------------- | ---------------- | ---------------- | ---------------- | -------------- | -------------- | -------------- | -------------- | -------------- | -------------- | -------------- | -------------- | -------------- | -------------- | -------------- |
| 2020/21                                                                                  | Голден Стэйт | 39               | 27               | 21,4             | 51,9             | 31,6             | 62,8             | 5,8              | 0,7              | 0,3              | 0,9              | 11,5             | Не участвовал  | Не участвовал  | Не участвовал  | Не участвовал  | Не участвовал  | Не участвовал  | Не участвовал  | Не участвовал  | Не участвовал  | Не участвовал  | Не участвовал  |
| 2022/23                                                                                  | Голден Стэйт | 21               | 0                | 12,5             | 62,8             | 50,0             | 68,4             | 3,5              | 0,7              | 0,1              | 0,3              | 6,9              | Не участвовал  | Не участвовал  | Не участвовал  | Не участвовал  | Не участвовал  | Не участвовал  | Не участвовал  | Не участвовал  | Не участвовал  | Не участвовал  | Не участвовал  |
| 2022/23                                                                                  | Детройт      | 24               | 22               | 25,2             | 53,1             | 16,7             | 71,2             | 8,1              | 0,7              | 0,2              | 0,8              | 12,7             | Не участвовал  | Не участвовал  | Не участвовал  | Не участвовал  | Не участвовал  | Не участвовал  | Не участвовал  | Не участвовал  | Не участвовал  | Не участвовал  | Не участвовал  |
| 2023/24                                                                                  | Детройт      | 63               | 6                | 17,3             | 61,3             | 0,0              | 70,6             | 5,3              | 0,9              | 0,2              | 0,6              | 7,1              | Не участвовал  | Не участвовал  | Не участвовал  | Не участвовал  | Не участвовал  | Не участвовал  | Не участвовал  | Не участвовал  | Не участвовал  | Не участвовал  | Не участвовал  |
|                                                                                          | Всего        | 147              | 55               | 19,0             | 56,0             | 26,7             | 68,1             | 5,6              | 0,7              | 0,2              | 0,7              | 9,1              | Не участвовал  | Не участвовал  | Не участвовал  | Не участвовал  | Не участвовал  | Не участвовал  | Не участвовал  | Не участвовал  | Не участвовал  | Не участвовал  | Не участвовал  |
| Наведите курсор мыши на аббревиатуры в заголовке таблицы, чтобы прочесть их расшифровку. |              |                  |                  |                  |                  |                  |                  |                  |                  |                  |                  |                  |                |                |                |                |                |                |                |                |                |                |                |

### Статистика в Джи-Лиге
| Сезон                                                                                    | Команда             | Регулярный сезон | Регулярный сезон | Регулярный сезон | Регулярный сезон | Регулярный сезон | Регулярный сезон | Регулярный сезон | Регулярный сезон | Регулярный сезон | Регулярный сезон | Регулярный сезон | Серия плей-офф | Серия плей-офф | Серия плей-офф | Серия плей-офф | Серия плей-офф | Серия плей-офф | Серия плей-офф | Серия плей-офф | Серия плей-офф | Серия плей-офф | Серия плей-офф |
| Сезон                                                                                    | Команда             | GP               | GS               | MPG              | FG%              | 3P%              | FT%              | RPG              | APG              | SPG              | BPG              | PPG              | GP             | GS             | MPG            | FG%            | 3P%            | FT%            | RPG            | APG            | SPG            | BPG            | PPG            |
| ---------------------------------------------------------------------------------------- | ------------------- | ---------------- | ---------------- | ---------------- | ---------------- | ---------------- | ---------------- | ---------------- | ---------------- | ---------------- | ---------------- | ---------------- | -------------- | -------------- | -------------- | -------------- | -------------- | -------------- | -------------- | -------------- | -------------- | -------------- | -------------- |
| 2021/22                                                                                  | Санта-Круз Уорриорз | 3                | 3                | 20,7             | 52,4             | 25,0             | 50,0             | 9,7              | 0,0              | 0,0              | 1,7              | 17,3             | Не участвовал  | Не участвовал  | Не участвовал  | Не участвовал  | Не участвовал  | Не участвовал  | Не участвовал  | Не участвовал  | Не участвовал  | Не участвовал  | Не участвовал  |
| 2022/23                                                                                  | Санта-Круз Уорриорз | 10               | 10               | 27,6             | 68,4             | 20,0             | 66,7             | 10,3             | 0,5              | 0,5              | 1,2              | 18,8             | Не участвовал  | Не участвовал  | Не участвовал  | Не участвовал  | Не участвовал  | Не участвовал  | Не участвовал  | Не участвовал  | Не участвовал  | Не участвовал  | Не участвовал  |
|                                                                                          | Всего               | 13               | 13               | 26,0             | 64,1             | 21,4             | 62,9             | 10,2             | 0,4              | 0,4              | 1,3              | 18,5             | Не участвовал  | Не участвовал  | Не участвовал  | Не участвовал  | Не участвовал  | Не участвовал  | Не участвовал  | Не участвовал  | Не участвовал  | Не участвовал  | Не участвовал  |
| Наведите курсор мыши на аббревиатуры в заголовке таблицы, чтобы прочесть их расшифровку. |                     |                  |                  |                  |                  |                  |                  |                  |                  |                  |                  |                  |                |                |                |                |                |                |                |                |                |                |                |

### Статистика в NCAA
| Сезон | Команда | Conf  | Class | GP | GS | MPG  | FG%  | 3P% | FT%  | RPG  | APG | SPG | BPG | PPG  |
| --- | ------- | ----- | ----- | -- | -- | ---- | ---- | --- | ---- | ---- | --- | --- | --- | ---- |
| 2019/20 | Мемфис  | AAC   | FR    | 3  | 3  | 23,0 | 76,9 | 0,0 | 70,4 | 10,7 | 0,3 | 0,3 | 3,0 | 19,7 |
| Всего | Всего   | Всего | Всего | 3  | 3  | 23,0 | 76,9 | 0,0 | 70,4 | 10,7 | 0,3 | 0,3 | 3,0 | 19,7 |
| Наведите курсор мыши на аббревиатуры в заголовке таблицы, чтобы прочесть их расшифровку Статистика приведена с сайта sports-reference.com |         |       |       |    |    |      |      |     |      |      |     |     |     |      |